# Goel

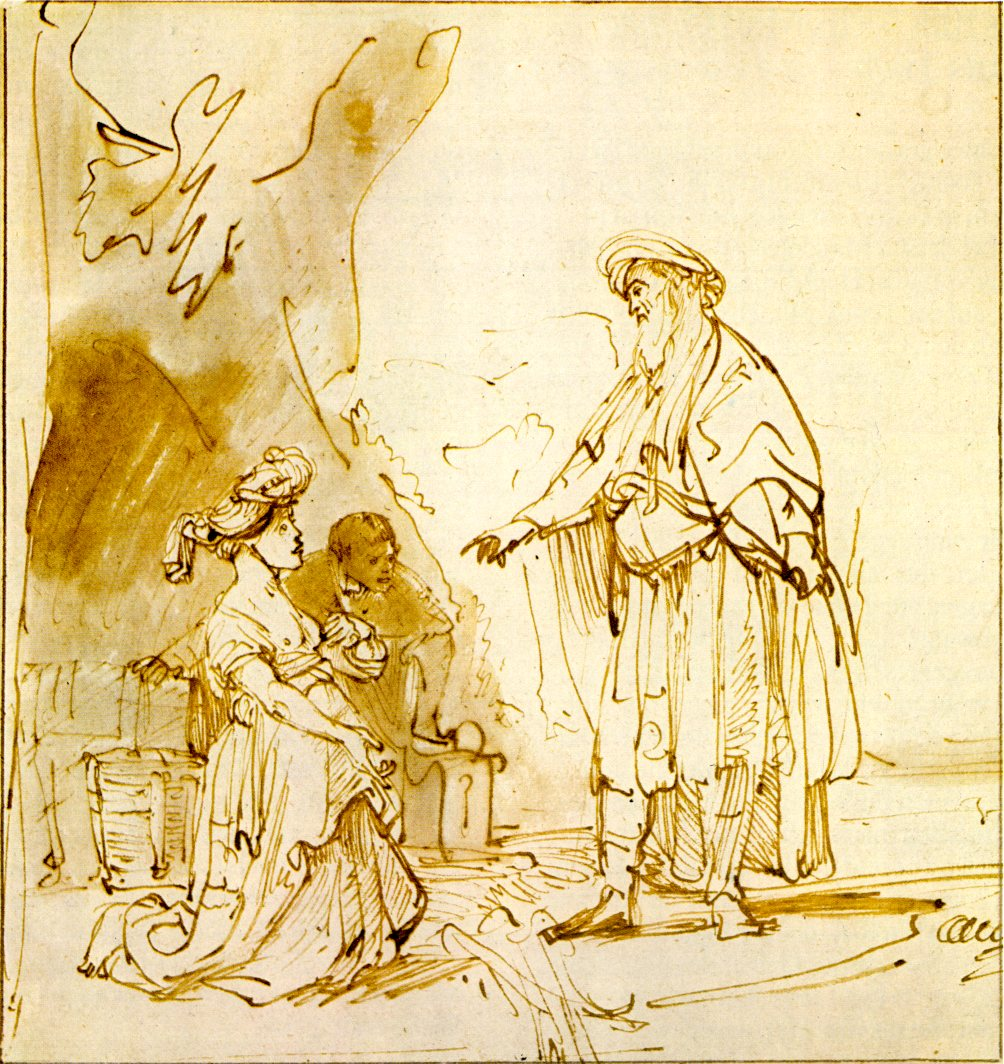
Boas als Goel für Rut (Rut 2,20 EU); Zeichnung von Rembrandt

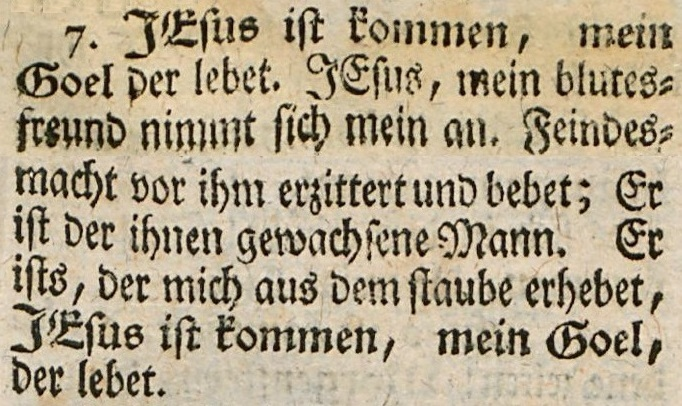
Ursprüngliche 7. Strophe des Liedes Jesus ist kommen von Johann Ludwig Konrad Allendorf mit Bezug auf Ijob 19, 25

Goel (go'el) ist ein hebräischer Begriff, der vom Wort ga'al (erlösen, ausgleichen) abstammt und folglich Erlöser oder Ausgleicher bedeutet, was in der Bibel und der rabbinischen Tradition eine Person kennzeichnet, die als nächster Angehöriger dafür verantwortlich ist, die Rechte des Angehörigen wiederherzustellen und sein erlittenes Unrecht zu rächen. In heutigen Bibelausgaben wird der Begriff mit „Verwandter“, „Erlöser“, „Messias“ und „Rächer“ übersetzt.
Im Buch Jesaja heißt JHWH (Gott) der Erlöser Israels, als er sein Volk aus der Gefangenschaft erlöst. Der Zusammenhang veranschaulicht, dass die Erlösung beinhaltet, sich zu etwas Bedeutenderem zu bewegen. Im Christentum bezieht sich der Titel Goel auf Christus, von dem geglaubt wird, er erlöse die Menschen von der Sünde und ihren Folgen, indem er sich als Lösegeld opferte.
Der leidende Ijob appelliert gegen seine Freunde, die ihm zureden, und gegen den Gott, der ihm alles nahm, an seinen Goel: „Ich weiß, mein Erlöser lebt, als Letzter erhebt er sich über dem Staub“ (Ijob 19,25 ) – eine schwer deutbare Aussage, die vor allem im Christentum stark rezipiert wurde.

## Aufgaben der jüdischen Rechtsinstitution des Goel
Die Obliegenheiten des Goel schließen die Aufgaben ein, Verwandte aus der Sklaverei zu erlösen, wenn diese einen versklavten Verwandten freikaufen können oder dieser es selbst tun kann (Leviticus 25,48–49), das Eigentum von Verwandten zurückzukaufen, die es aufgrund von Armut verkaufen mussten, Blutrache, die Witwe des Bruders zu heiraten um einen Sohn zu zeugen, der den Namen des Bruders fortführt (Deuteronomium 25,5–6) und die Wiedergutmachung zu empfangen, falls ein verletzter Verwandter gestorben ist (Numeri 5,7).
Numeri 35,9–30 reguliert die Pflichten des Goel. Die Versammlung hat über den jeweiligen Fall zu urteilen, bevor sie einen Mörder in die Hände des Goel übergibt. Mehr als ein Zeuge ist für einen Schuldspruch nötig. Im Falle eines versehentlichen Totschlags kann der Totschläger sein Leben retten, indem er in eine „Stadt des Schutzes“ flüchtet und dort für die Amtszeit des Hohepriesters bleibt (der auf Lebenszeit amtiert). Freikauf/Lösegeld ist nicht zulässig für Morddelikte. Vergeltung darf nicht an Verwandten eines Täters verübt werden (Deuteronomium 24,16). Leviticus 25,48–49 bestimmt nach rabbinischer Auslegung die Reihenfolge, in welcher nahe Angehörige einen Goel in Betracht ziehen können, wenn ein Sklave erlöst werden soll: Brüder, Onkel, Cousins und danach andere Verwandte. Dieselbe Reihenfolge wurde auch in anderen Fällen beachtet, außer bei der Heirat einer Schwägerin.
Jüdische Tradition gab dem Bluträcher zugleich die Rolle, die heute dem Staatsanwalt zukommt, der im Verfahren für das Opfer aktiv wird. Er ist verantwortlich dafür, den Täter vor Gericht zu bringen, Beweise gegen ihn zu finden, den Fall gegenüber dem Gericht zu präsentieren und den verursachten Schaden durch den Täter zusammenzufassen. Ebenso ist es seine Aufgabe, gegen Verteidigungen des Sünders zu argumentieren.